# Everything Louder than Everyone Else
Everything Louder than Everyone Else (Todo más fuerte que todos losv demás) es un álbum en directo de la banda británica de rock Motörhead. El título viene de un comentario de Ian Gillan de Deep Purple en Japón: "¿Podríamos tenerlo todo más alto que todo lo demás?" (véase el álbum de deep Purple Made in Japan). Fue grabado en un concierto en Hamburgo celebrado el 21 de mayo de 1998. El doble álbum consta de la grabación íntegra del concierto.

## Lista de canciones
Disco 1:
1. "Iron Fist" (Eddie Clarke, Lemmy, Phil Taylor) – 4:08
2. "Stay Clean" (Clarke, Lemmy, Taylor) – 2:48
3. "On Your Feet or on Your Knees" (Würzel, Phil Campbell, Mikkey Dee, Lemmy) – 3:20
4. "Over Your Shoulder" (Würzel, Campbell, Dee, Lemmy) – 3:45
5. "Civil War" (Campbell, Dee, Lemmy, Max Ax) – 3:29
6. "Burner" (Würzel, Campbell, Dee, Lemmy) – 3:23
7. "Metropolis" (Clarke, Lemmy, Taylor) – 4:00
8. "Nothing Up My Sleeve" (Würzel, Campbell, Pete Gill, Lemmy) – 3:41
9. "I'm So Bad (Baby I Don't Care)" (Würzel, Campbell, Lemmy, Taylor) – 3:21
10. "The Chase Is Better than the Catch" (Clarke, Lemmy, Taylor) – 5:28
11. "Take the Blame" (Campbell, Dee, Würzel) – 4:20
12. "No Class" (Clarke, Lemmy, Taylor) – 3:22
13. "Overnight Sensation" (Campbell, Dee, Lemmy) – 4:38
14. "Sacrifice" (Würzel, Campbell, Dee, Lemmy) – 3:40

Disco 2:
1. "Born to Raise Hell" (Lemmy) – 5:41
2. "Lost in the Ozone" (Würzel, Campbell, Dee, Lemmy) – 3:43
3. "The One to Sing the Blues" (Würzel, Campbell, Lemmy, Taylor) – 3:25
4. "Capricorn" (Clarke, Lemmy, Taylor) – 4:58
5. "Love for Sale" (Campbell, Dee, Lemmy) – 5:04
6. "Orgasmatron" (Würzel, Campbell, Gill, Lemmy) – 6:36
7. "Going to Brazil" (Würzel, Campbell, Lemmy, Taylor) – 2:52
8. "Killed by Death" (Würzel, Campbell, Gill, Lemmy) – 6:27
9. "Bomber" (Clarke, Lemmy, Taylor) – 5:50
10. "Ace of Spades" (Clarke, Lemmy, Taylor) – 4:49
11. "Overkill" (Clarke, Lemmy, Taylor) – 7:34

## Créditos
- Lemmy - bajo, voz
- Phil Campbell - guitarra
- Mikkey Dee - batería